# 柴武
柴 武（さい ぶ、? - 紀元前163年）は、前漢の人。漢の高祖劉邦の下で働いた将軍。姓は柴と陳の二つが伝わっており、『史記』『漢書』において柴武、陳武という二つの呼び方が見られる。子は柴奇（陳奇）。

## 略歴
柴武は秦への反乱が起こっている中、薛において兵卒2500人を率いる将軍となった。東阿を救い、その後覇上に至り、高祖2年（紀元前205年）に漢の指揮下に入った。斉との戦いにおいて歴下の斉軍である田既を撃ち、功績を挙げた。漢の高祖劉邦および斉王韓信が垓下において項羽と戦った際、柴武は周勃と共に劉邦の後方に陣取っていた。
劉邦が項羽を破り皇帝となった後、柴武は高祖6年（紀元前201年）に列侯に封じられ、棘浦侯となった。
高祖11年（紀元前196年）、反乱したが敗れて匈奴に逃げていた韓王信が匈奴から攻め込んで来て参合に駐屯したので、漢は柴武に韓王信を撃たせた。柴武は韓王信に「陛下は寛大で、諸侯が反乱や逃亡をしたとしても、戻ってくれば地位を戻し、誅殺しません。これは大王も知っていることでしょう。今、王は負けて匈奴に逃げ込んでいますが、大罪があるわけではないので、急ぎ漢に帰るべきです」という手紙を送ったが、韓王信は拒否し、柴武と交戦した。柴武は参合を攻め滅ぼし、韓王信を斬った。
高后8年（紀元前180年）、呂后が死亡し、呂氏一族が周勃・陳平・朱虚侯劉章らによって滅ぼされると、文帝が皇帝に擁立された。この時、柴武は大将軍の地位にあって文帝を迎えている。
文帝即位直後の頃、将軍柴武は文帝に対し、漢に従わない南越・朝鮮を討つことを進言したが、文帝は却下した。
文帝前3年（紀元前177年）、済北王劉興居が反乱を起こすと、文帝は柴武を大将軍として劉興居を討たせた。劉興居は撃破されて捕らえられ、自殺した。
文帝前6年（紀元前174年）、世子の柴奇が淮南王劉長の反乱計画に加担していたことが発覚し、柴奇は誅殺された。そのため、文帝後元年（紀元前163年）に柴武が死亡しても、棘浦侯は相続が許されず、断絶となった。柴武は剛侯と諡された。